# Кристіансунн (футбольний клуб)
ФК «Кристіансунн», або «Крістіансунн Баллклубб» (норв. Kristiansund Ballklubb) — норвезький футбольний клуб з однойменного міста, заснований 2003 року. Із сезону 2017 року виступає у Елітесеріені. Домашні матчі приймає на стадіоні «Атлантен» місткістю 4 000 глядачів.